# لئوناردو تاوارس
 لئوناردو تاوارس (انگلیسی: Leonardo Tavares؛ زاده ۲۰ فوریهٔ ۱۹۸۴) یک تنیس‌باز اهل پرتغال است. 